# 노르드 저항운동
노르딕 저항운동(스웨덴어: Nordiska motståndsrörelsen, 노르웨이어: Nordiske motstandsbevegelsen, 뉘노르스크: Nordiske motstandsrørsla, 핀란드어: Pohjoismainen Vastarintaliike, 아이슬란드어: Norræna mótstöðuhreyfingin, 덴마크어: Den nordiske modstandsbevægelse)은 북유럽(노르딕 국가)에서 활동하는 범노르드주의, 네오나치즘 단체이다. 주로 기반을 둔 스웨덴에서는 등록된 정당이며, 이외에 노르웨이, 핀란드, 덴마크, 아이슬란드에서도 활동이 있는데 핀란드에서는 2019년 활동이 금지되었다. 민주주의에 반대할 뿐 아니라 군사조직 활동과 무기 은닉 등의 문제로 일부 전문가들은 테러 조직의 성향이 있다고 지적한다.

## 같이 보기
- 아톰바펜 사단